# HD 56963
HD 56963，又名BD+45 1422，SAO 41708、HR 2776，是一颗恒星，视星等为5.77，位于銀經172.73，銀緯23.9，其B1900.0坐标为赤經7h 14m 3.1s，赤緯+45° 23.9′ 47″。